# Maurice Cottier
Maurice Cottier né à Paris le 27 septembre 1822 et mort à Saint-Avertin le 9 novembre 1881 est un peintre et collectionneur d'art français.

## Biographie
Maurice Cottier naît le 27 septembre 1822 à Paris. Il est le quatrième enfant de Nancy Bontoux et de François Cottier, négociant d'origine suisse puis banquier qui s'associa avec son oncle Dominique André dans la banque André, Cottier et Cie, qui devint par la suite banque de Neuflize, et fut l'un des régents de la banque de France de 1818 à 1843.
Marié le 29 mars 1856 avec Jenny Conquéré de Monbrison, fille de Jacques-Édouard Conquéré de Monbrison, officier de la garde royale et président du conseil général de Tarn-et-Garonne, et petite-fille de Samuel de Missy, il est le père de six enfants, dont une fille mariée à Christian de Waldner de Freundstein, une à Gaston de Bonnechose et une autre à Paul de Pourtalès. Il est le grand-père du peintre Bertrand de Bonnechose.
Artiste peintre, « à côté de portraits d'une simplicité pleine d'expressivité, il peignit aussi avec grande finesse des paysages à l'aquarelle. »
En 1855, Félix Maihet de la Chesneraye lui dédie une chansonnette : Les anges de la terre.
Il est surtout amateur d'art et acteur de la vie artistique française. 
Il participe comme jury à plusieurs expositions, notamment à l'Exposition universelle de 1873 à Vienne dont il publie un compte-rendu détaillé en 1875. Il devient président du Cercle de peinture de la place Vendôme à Paris, président du Cercle de l'Union artistique, et président de la Société des amis des arts de la Touraine. Il est membre du Conseil supérieur des beaux-arts.
Avec son neveu Édouard André, qui épousa Nélie Jacquemart et légua ce qui devait ensuite devenir le musée Jacquemart-André, il achète en 1872 la Gazette des beaux-arts — à l’époque référence mondiale dans le domaine de l’histoire de l’art — et en est directeur jusqu'à sa mort.
Il emploie une partie de la fortune reçue de son père à collectionner de nombreux tableaux et sculptures dans son hôtel parisien du 11, rue de la Baume, notamment des œuvres d'Eugène Delacroix, Théodore Géricault, Alexandre-Gabriel Decamps, Jean-Auguste-Dominique Ingres… La collection Cottier bénéficie à l'époque d'une certaine réputation. Plusieurs œuvres seront léguées au musée du Louvre et au musée des Beaux-Arts de Tours.

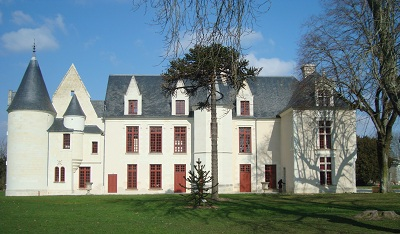
Le château de Cangé, Saint-Avertin.

Maurice Cottier est élu maire de Saint-Avertin (Indre-et-Loire) en 1871, charge qu'il assume jusqu'à sa mort en 1881. 
Protestant engagé, il est membre du conseil presbytéral de l'Église réformée de Tours de 1859 à sa mort. 
Il meurt le 9 novembre 1881 à Saint-Avertin au château de Cangé, qu'il avait acheté en 1856.

## Publications
- Rapport sur les Beaux-Arts, Exposition Universelle de Vienne en 1873. Section Française, 1875[11].

## Œuvres de l'ancienne collection Maurice Cottier[17]

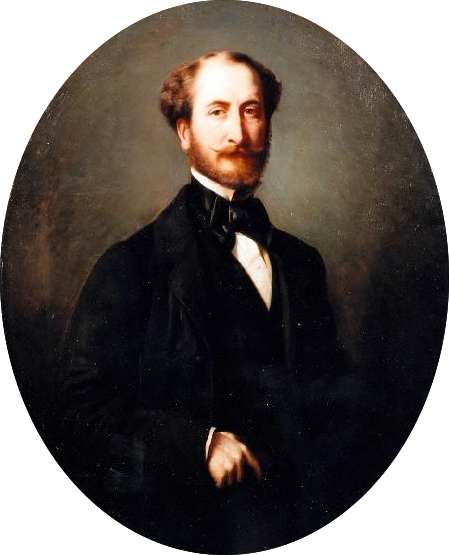
Maurice Cottier, Autoportrait (1860), musée des Beaux-Arts de Tours.

- Jan Cornelisz Verspronck (1603-1662) : Anna van Schoonhoven, Paris, musée du Louvre[18].
- Jürgen Ovens (1623-1678) : Portrait de M. van den Heuvel[19].
- Pieter Boel (1622-1680) : Allégorie des vanités du monde, 1663, palais des Beaux-Arts de Lille.
- Claude-Louis Châtelet (1853-1795) : Quatre panneaux décoratifs, 1786.
- Jacques-Louis David (1748-1825) : Portrait du père Fuzelier, gardien au musée du Louvre, Paris, musée du Louvre[20].
- Ary Scheffer (1795-1858) : Le Roi de Thulé, 1839[21].
- Théodore Géricault (1791-1824) :
  - Tête de bouledogue, Paris, musée du Louvre[22] ;
  - Cheval écorché, vers 1822, statuette en cire, Washington, National Gallery of Art[23].
- Louis Léopold Robert (1794-1835) :
  - Napolitaine tenant à la main un tambour de basque ;
  - Joueur de guitare chantant au bord de la mer, 1827 ;
  - Intérieur de l'église Saint-Laurent Hors-les-murs à Rome, 1818[24].
- Eugène Delacroix (1798-1863) :
  - La Mort de Valentin, 1847, Kunsthalle de Brême[25] ;
  - Jeune tigre jouant avec sa mère, 1830, Paris, musée du Louvre ;
  - Hamlet et Horatio au cimetière, 1839, Paris, musée du Louvre[26].
- Alexandre-Gabriel Decamps (1803-1860) :
  - Singe au miroir, 1843[27] ;
  - Poules picorant sur un tas de fumier, 1844 ;
  - L'Âne, 1845 ;
  - Relais de chiens[28] ;
  - Murs de Rome ;
  - La Défaite des Cimbres, 1833, Paris, musée du Louvre[29].
- Théodore Rousseau (1812-1867) : Terrain roux semé de bruyères.
- Jules Dupré (1811-1889) : Chaumière et mare aux canards.
- Prosper Marilhat (1811-1847) : Souvenir des bords du Nil[30].
- Constant Troyon (1810-1855) :
  - Vaches en sous-bois ;
  - Pâturage en Touraine, 1853[31].
- Ernest Meissonier (1815-1891) : Polichinelle, 1860[32].
- Ernest Hébert (1817-1908) : Fienaroles de San Germano, 1854[33].
- Pierre-Charles Comte (1823-1895) : Seigni Joan Rabelais, 1863.
- Ferdinand Heilbuth (1826-1889) : Carrosse d'un cardinal romain, 1863.
- Jean-Léon Gérôme (1824-1904) : Âne d'Égypte, 1866[34].
- Jacques-Eugène Feyen (1815-1908) : Les Musiciens ambulants, 1866.
- Œuvres de Louis-Nicolas Cabat (1812-1893), Narcisse Díaz de la Peña (1807-1876), Félix Ziem (1821-1911), Camille Roqueplan (1803-1855), Rosa Bonheur (1822-1899), François Léon Benouville (1821-1859), etc.

Œuvres de l'ancienne collection Cottier
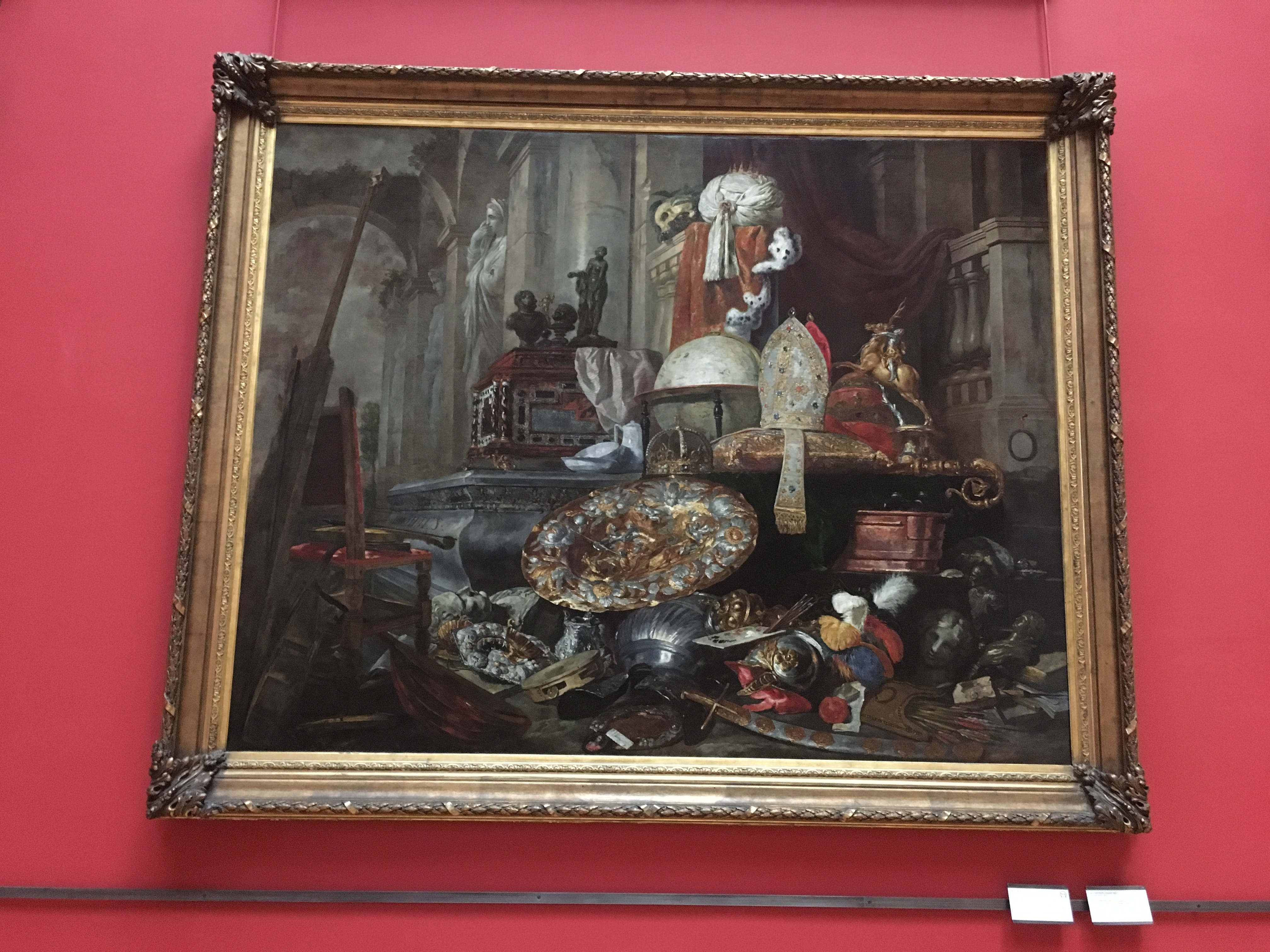
Pieter Boel, Allégorie des vanités du monde (1663), palais des Beaux-Arts de Lille.
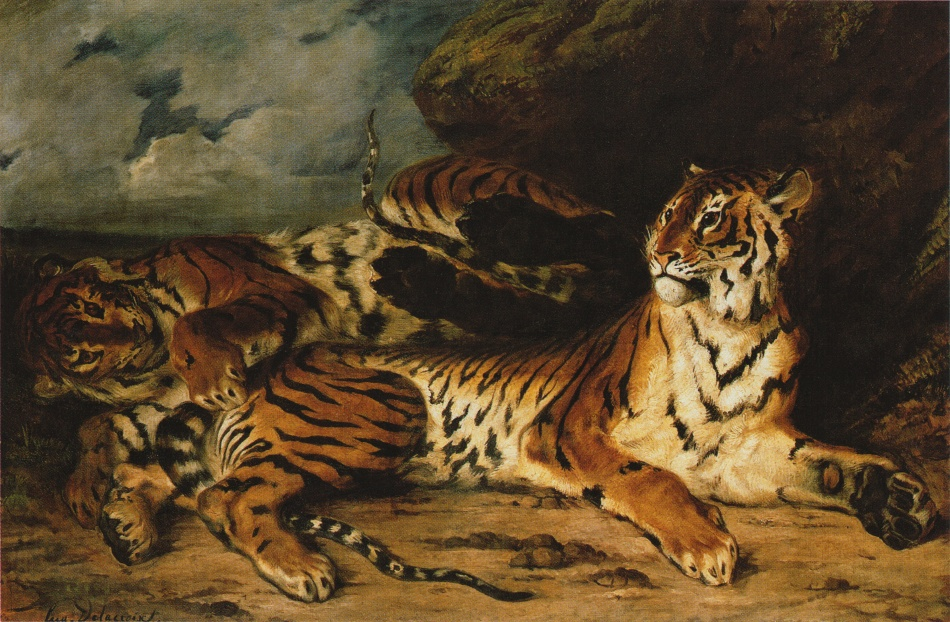
Eugène Delacroix, Jeune tigre jouant avec sa mère (1830), Paris, musée du Louvre.
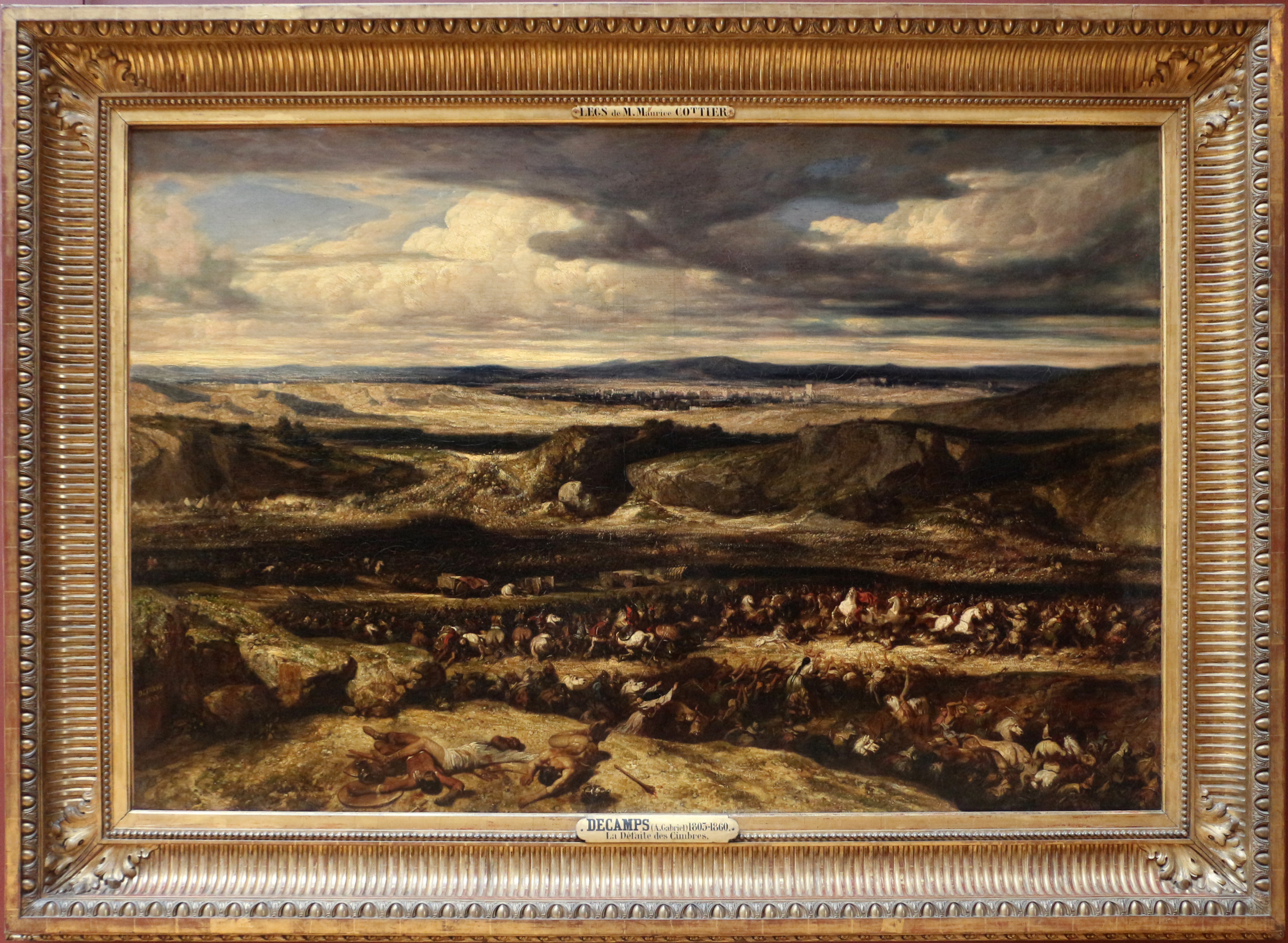
Alexandre-Gabriel Decamps, La Défaite des Cimbres (1833), Paris, musée du Louvre.
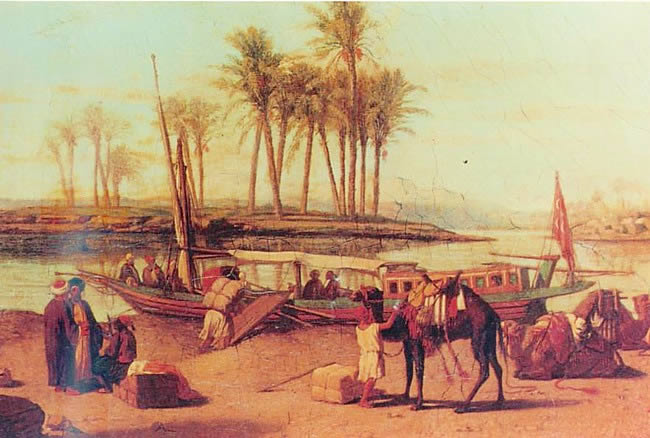
Prosper Marilhat, Souvenir des bords du Nil, localisation inconnue.
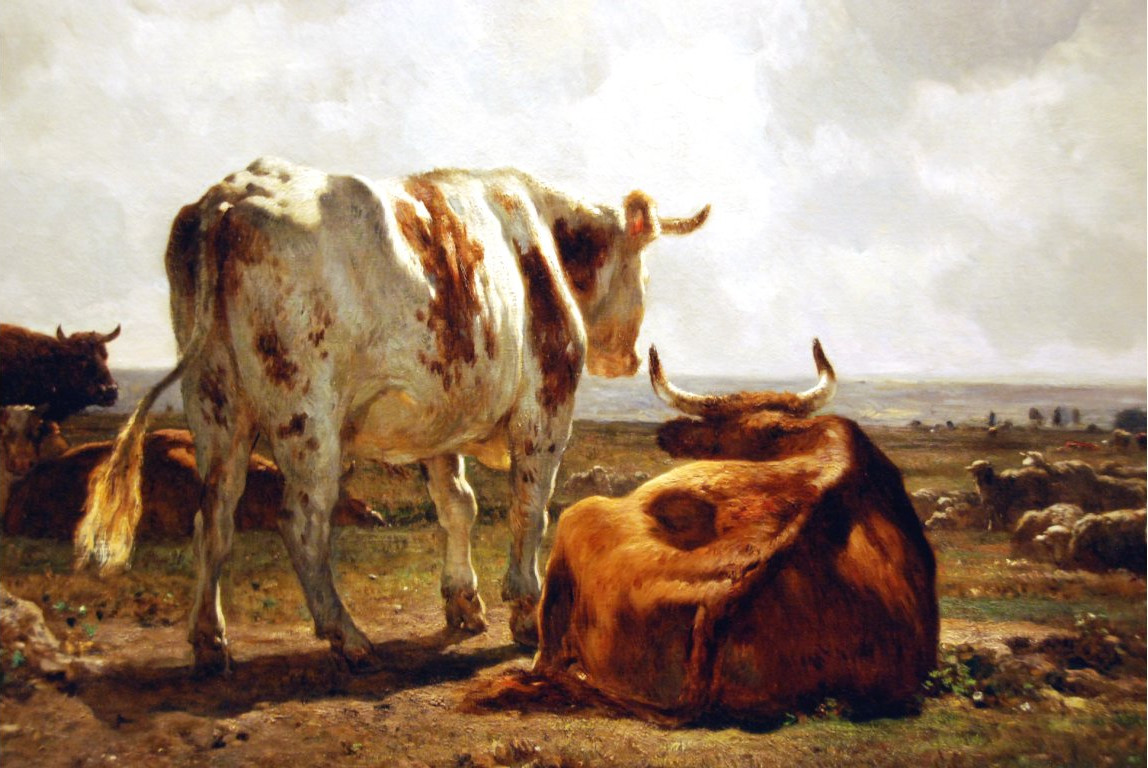
Constant Troyon, Pâturage en Touraine (1853, détail), localisation inconnue.